# Pays d'Yveline/Haute Vallée de Chevreuse
L'Yveline ou Pays d'Yveline (parfois écrit Iveline jusqu'au début du XXe siècle) est un pays traditionnel français, située au sud-ouest de l'Île-de-France, à cheval principalement sur le centre et le sud des Yvelines et l'ouest de l'Essonne. Quelques communes de l'extrême-est de l'Eure-et-Loir s'y rattachent également, quoique cela soit discuté. Au cours du XIXe siècle, l'appellation de Pays d'Yveline a été peu à peu remplacée par celle de Haute Vallée de Chevreuse, seul nom à véritablement subsister aujourd'hui.
Le Pays d'Yveline doit son nom à l'ancien massif forestier de l'Yveline, qui existe encore au-travers de la forêt de Rambouillet, l'une des plus vastes et des mieux préservées de France, atteignant 22 000 hectares. La partie méridionale de la forêt, entre Rambouillet, Saint-Arnoult-en-Yvelines, Angervilliers et Cernay-la-Ville est d'ailleurs appelée "massif de l'Yveline".
Le département des Yvelines, créé en 1968, a été repris du nom historique et traditionnel de la région et est en grande partie responsable de son effacement, plus aucune distinction n'étant faite en la véritable Yveline et le Mantois (en plus des quelques communes relevant d'autres pays, Vexin, Campagne d'Evreux, Hurepoix et Drouais). L'idée du nom du département revient au poète Jehan Despert. L'emploi pluriel fautif est cependant plus ancien, il a en effet été retranscrit dans plusieurs noms de communes avant la création du département et à la demande des mairies, et se retrouve dès le XIXe siècle. Il s'agit probablement d'une orthographe populaire qui s'est généralisée.
L'Yveline est, de même que le Perche ou le Drouais, un pays traditionnel des Marches de Normandie. Elle n'a été intégrée que tardivement à l'Île-de-France et le parler local est caractérisé par un accent traînant[Selon qui ?] caractéristique du normand, ainsi que par plusieurs mots de vocabulaire normands[réf. nécessaire]. Il existe également dans la culture locale et populaire de nombreuses références, plus ou moins positives, aux Normands de Normandie propre.

## Géographie

### Les limites de l'Yveline
Il est généralement considéré que les limites du Pays d'Yveline sont celles de sa forêt (ensemble formé par les forêts de Rambouillet, de Dourdan et de Port-Royal). Celle-ci est l'une des héritières de la forêt des Carnutes, au même titre que les massifs de Senonches, de Fontainebleau et d'Orléans. Néanmoins cela soulève plusieurs problèmes, les limites antiques et médiévales de la forêt d'Yveline n'étant que très imparfaitement connues et celle-ci ayant jouxté par le passé d'autres massifs.
Les limites traditionnelles de l'Yveline sont définies par un mélange de perspective historique et géographique, comme pour tout pays traditionnel. L'appartenance à l'ancien Comté de Montfort-l'Amaury apparaît comme le marqueur le plus déterminant.
En 1929, Pierre Monbeig, géographe, a délimité le Pays d'Yveline comme suit : "le pays compris entre la vallée de l'Orge, celle de l'Yvette, la petite ville de Montfort-l'Amaury et la plaine qui s'étend de Gambais à Épernon". Cette définition est, parmi celles publiées dans des études, celle qui se rapproche le plus de la réalité. Elle véhicule pourtant certaines erreurs et approximations. Est-ce la confluence de l'Orge et de l'Yvette qui marque la limite orientale ? Pourquoi la plaine de Montfort-l'Amaury se retrouve-t-elle exclue du Pays d'Yveline ? Enfin, il convient de préciser qu'il n'y a pas de plaine entre Gambais et Épernon, mais une succession de vallons, longtemps disputés entre l'Yveline, le Drouais et la Beauce.
Traditionnellement, on[Qui ?] considère que le Pays d'Yveline s'étend entre la ride de Thoiry au Nord, séparant le pays du Mantois, la lisière de la forêt de Rambouillet au Nord-Ouest, marquant la frontière avec le Drouais, la sortie des vallons de la Vesgre, de la Maltorne et de la Drouette à l'Ouest, débouchant sur le Drouais et la Beauce, la sortie de la vallée de l'Orge au Sud-Est, voisinant le Hurepoix et la Beauce, l'entrée dans la basse vallée de l'Orge et dans celle de l'Yvette à l'Est, à hauteur de Breuillet ou d'Arpajon selon les définitions pour la première, et à hauteur d'Orsay pour la seconde, illustrant l'entrée dans le Hurepoix, et enfin l'assemblage formé par l'arrivée sur le plateau de Saclay, l'entrée dans la vallée de la Bièvre, la lisière de la forêt de Port-Royal et l'entrée sur le plateau de Villaroy surplombant la Mauldre au Nord-Est, s'étirant là aussi en bordure du Hurepoix. Au Sud, la limite est sujette à débat. Pour des raisons historiques et administratives, Ablis et ses environs sont parfois inclus dans l'Yveline, bien que généralement considérés comme étant dans la Beauce.

### Les terroirs traditionnels de la Haute Vallée de Chevreuse
Le Pays d'Yveline, ou Haute Vallée de Chevreuse, connaît une division traditionnelle en cinq ou six terroirs.
Ces terroirs sont :
- la plaine de Montfort, région anthropique où les communes sont proches les unes des autres, où coule la Mauldre, comprenant peu d'étangs mais beaucoup de prairies inondables, où la forêt est très morcelée par l'étalement humain, les prés d'élevage, les grandes cultures, la N12, la ligne Paris-Dreux/Paris-Argentan/Paris-Granville et à l'extrême-Sud-Est, par la ville-nouvelle de Saint-Quentin-en-Yvelines ; la plaine de Montfort était déjà largement défrichée lorsque Guillaume de Montfort reçut la région en fief en 990
- les vallons de la Vesgre, de la Maltorne et de la Drouette, région très rurale, faiblement peuplée et assez isolée dominée par Épernon et couverte de prés, de forêt peu profonde et de collines, sans grand axe de transport excepté la ligne Paris-Chartres/Paris-Nogent-le-Rotrou/Paris-Le Mans à l'extrême-Sud ; les vallons de la Vesgre, de la Maltorne et de la Drouette ont été partiellement défrichés sur ordre de Guillaume de Montfort, dont ils constituaient le second fief, aux alentours de l'an mil
Ces deux premiers terroirs constituent la seigneurie de Montfort originelle, unie avant l'an mille.
- le massif de Rambouillet, région très forestière et préservée, restée sauvage et jamais défrichée, où les communes, très espacées, sont à la tête de territoires importants, d'où partent un grand nombre de cours d'eau de la région et qui comprend de nombreux étangs, lui valant le surnom de "château d'eau des Yvelines", et traversée par N10 et la ligne Paris-Rambouillet/Paris-Chartres/Paris-Nogent-le-Rotrou/Paris-Le Mans ; le massif de Rambouillet était, lors de l'unification de l'Yveline entre 990 et 1050, partagé entre un territoire non-maîtrisé et administré en théorie depuis Saint-Léger-en-Yvelines pour sa partie septentrionale, mais en réalité plus ou moins dominé par le seigneur de Chevreuse, et un fief seigneurial dont le siège était à Rochefort-en-Yvelines ; la partie nord fut directement confiée à Guillaume de Montfort peu après l'an mil et la partie méridionale fut placée dans un état de vassalité au même moment, faisant du massif de Rambouillet le troisième terroir unifié à la seigneurie de Montfort ; il s'agit du cœur de l'Yveline, parfois considéré comme étant le Pays d'Yveline authentique et sauvage, héritier des Carnutes
- la vallée de l'Orge, en fait haute vallée de l'Orge, terroir très forestier dans sa partie sud-ouest, incluant de nombreux prés et prairies dans sa partie nord et où l'on trouve de plus en plus de grandes cultures en allant vers le sud-est et dominé par Dourdan, où l'habitat est assez inégalement réparti, mais jamais isolé ; cette région est traversée par l'A10 et la ligne C du RER ; ce terroir a été uni à l'Yveline en même temps que le massif de Rambouillet car il était dominé par Saint-Martin-de-Bréthencourt, fief de la maison de Rochefort, fidèle à Guillaume de Montfort, à l'exception de Dourdan, enclave royale jusqu'à sa prise au début du XIIe siècle.
- la haute vallée de l'Yvette, où l'occupation humaine est très inégale, entre le nord densément peuplé (Magny-les-Hameaux, Voisins-le-Bretonneux, Saint-Rémy-lès-Chevreuse, etc.) et le sud faiblement occupé (Auffargis, Cernay-la-Ville, Senlisse, Les Molières, etc.), principalement occupée par un assemblage de petites vallées très étroites où le couvert forestier est important à très important, mais aussi par quelques grandes cultures et prairies ; il s'agit d'un terroir pré-montagneux où le dénivelé est très important, le tout dominé par Chevreuse ; il n'y a pas de grand axe de transport, sauf la ligne B du RER qui ne pénètre pas très loin dans la vallée ; la vallée de l'Yvette a été le dernier fief uni à la seigneurie de Montfort, à la suite d'une série de guerres et de rébellions, le seigneur de Chevreuse refusant son statut de vassal de celui de Montfort, et ce jusque dans les années 1120 ; la vallée de l'Yvette est la région la mieux préservée de l'Yveline, d'un point de vue naturel et pittoresque, et celle où l'identité locale est restée la plus forte.
À ces cinq terroirs est parfois ajouté le plateau d'Ablis. En effet, ce bourg et ses environs relevaient de la seigneurie de Saint-Martin-de-Bréthencourt au moment de l'unification de l'Yveline. Néanmoins, ils en ont été détachés par la suite pour dépendre de Chartres. La culture locale y est celle de la Beauce, de même que le paysage et il n'existe pas de limite géographique visible avec cette dernière. Les habitants ne s'y identifient pas à la Haute Vallée de Chevreuse mais à la Beauce. Néanmoins, cela tend à être reconsidéré avec l'apparition de l'appellation de "Sud-Yvelines" qui inclut les communes du plateau d'Ablis.

### La liste des communes du Pays d'Yveline
Les communes de l'Yveline, ou Haute Vallée de Chevreuse, sont les suivantes, par terroir :
- Plaine de Montfort : Auteuil, Autouillet, Bazainville, Bazoches-sur-Guyonne, Béhoust, Beynes, Boissy-sans-Avoir, Coignières, Élancourt, Flexanville, Galluis, Garancières, Goupillières, Grosrouvre, Jouars-Pontchartrain, Marcq, Mareil-le-Guyon, Maurepas, Méré, Les Mesnuls, Millemont, Montfort-l'Amaury (siège du terroir et capitale historique de la Haute Vallée de Chevreuse), Neauphle-le-Château, Neauphle-le-Vieux, Orgerus, Osmoy, La Queue-lez-Yvelines, Saint-Germain-de-la-Grange, Saint-Rémy-l'Honoré, Saulx-Marchais, Thiverval-Grignon, Thoiry, Le Tremblay-sur-Mauldre, La Verrière, Villiers-le-Mahieu, Villiers-Saint-Frédéric
- Vallons de la Vesgre, de la Maltorne et de la Drouette : Adainville, La Boissière-École, Bourdonné, Condé-sur-Vesgre, Droue-sur-Drouette, Écrosnes Émancé, Épernon (siège du terroir), Gambais, Gas, Hanches, La Hauteville, Hermeray, Houx, Mittainville, Orcemont, Orphin, Raizeux, Saint-Hilarion, Le Tartre-Gaudran
- Massif de Rambouillet : Bonnelles, Bullion, La Celle-les-Bordes, Clairefontaine-en-Yvelines, Gambaiseuil, Gazeran, Longvilliers, Poigny-la-Forêt, Ponthévrard, Rambouillet (siège du terroir et centre économique et administratif de la Haute Vallée de Chevreuse), Rochefort-en-Yvelines, Saint-Arnoult-en-Yvelines, Saint-Léger-en-Yvelines, Sonchamp
- Vallée de l'Orge (appartenant clairement au Hurepoix, selon les sources) : Angervilliers, Briis-sous-Forges, Bruyères-le-Châtel, Corbreuse, Courson-Monteloup, Dourdan (siège du terroir), Fontenay-lès-Briis, Forges-les-Bains, Les Granges-le-Roi, Limours, Pecqueuse, Roinville-sous-Dourdan, Saint-Chéron, Saint-Cyr-sous-Dourdan, Saint-Martin-de-Bréthencourt, Sainte-Mesme, Saint-Maurice-Montcouronne, Sermaise, Le Val-Saint-Germain, Vaugrigneuse
- Haute vallée de l'Yvette (vallée partagée avec le Hurepoix) : Auffargis, Boullay-les-Troux, Les Bréviaires, Buc, Cernay-la-Ville, Châteaufort, Chevreuse (siège du terroir et capitale culturelle de la Haute Vallée de Chevreuse), Choisel, Dampierre-en-Yvelines (dont l'ancienne commune de Maincourt-sur-Yvette), Les Essarts-le-Roi (dont l'ancienne commune des Layes), Lévis-Saint-Nom, Magny-les-Hameaux, Le Mesnil-Saint-Denis, Milon-la-Chapelle, Les Molières, Le Perray-en-Yvelines, Saint-Forget-les-Sablons, Saint-Lambert-des-Bois, Saint-Rémy-lès-Chevreuse, Senlisse, Toussus-le-Noble, Vieille-Église-en-Yvelines

Le plateau d'Ablis rassemble Ablis (siège du terroir), Allainville (dont l'ancienne commune d'Hattonville), Boinville-le-Gaillard, Orsonville, Paray-Douaville et Prunay-en-Yvelines (sauf l'ancienne commune de Craches qui appartient aux vallons de la Vesgre, de la Maltorne et de la Drouette, il convient donc plutôt de parler de Prunay-sous-Ablis).

### Quelques cas de communes particulières et les concurrences identitaires entre pays voisins
Certaines communes au voisinage du Pays d'Yveline lui sont parfois rattachés, par confusion, par débat réel ou pour l'image de qualité de vie généralement associée à la Haute Vallée de Chevreuse. Il s'agit de :
- Boutigny-Prouais, Bréchamps, Coulombs, Dannemarie, Faverolles, Houdan, Maulette, Saint-Laurent-la-Gâtine, Saint-Lucien, Saint-Martin-de-Nigelles, Senantes, Villiers-le-Morhier : ces communes sont très généralement considérées comme étant dans le Drouais, néanmoins il n'est pas rare de voir dans certaines publications Houdan classé avec les communes du Pays d'Yveline ; cela vient du fait que le bourg appartenait aux seigneurs de Montfort, mais il s'agissait d'une sorte de marche, un poste de garde surveillant la Normandie
- La Forêt-le-Roi : le débat reste ouvert quant à cette commune, plutôt classée dans l'Hurepoix, qui forme un "couloir" jusqu'à Richarville, entre l'Yveline et la Beauce au sud de l'Orge ; la géographie et le paysage semblent valider l'attache de la commune à l'Hurepoix, mais elle est parfois vue comme une paroisse "sœur" de celle des Granges-le-Roi, quant à elle bien intégrée à l'Yveline
- Breuillet et Breux-Jouy : de par leur position géographique, ces deux communes sont parfois considérées comme étant dans l'Yveline
- Orsay, Palaiseau et Villebon-sur-Yvette (basse vallée de l'Yvette) : certains considèrent que la Vallée de Chevreuse n'est qu'un seul ensemble et que les termes de haute et de basse vallée ne permettent pas de désigner des aires culturelles réellement distinctes, ce qui semble invalide étant donné que le terme de Haute Vallée de Chevreuse s'est substitué à celui de Pays d'Yveline, espace auquel ces communes n'ont jamais appartenu ; on ne peut néanmoins pas nier que des liens culturels historiques existent, mais les habitants s'identifient généralement au Hurepoix ; la question reste la plus en suspens pour Orsay en raison de son caractère assez préservé et encore distinct de l'uniformité croissante de l'agglomération parisienne
- Bièvres, Guyancourt, Igny, Jouy-en-Josas, Les Loges-en-Josas, Saclay, Vauhallan, Verrières-le-Buisson (haute vallée de la Bièvre) : en raison de leur caractère encore assez rural et préservé malgré leur proximité avec la capitale et de certaines ressemblances visuelles avec la Haute Vallée de Chevreuse (notamment autour de Bièvres), ces communes sont parfois mentionnées, individuellement, comme étant en Haute Vallée de Chevreuse ; cela est aussi dû au fait que Buc le soit traditionnellement malgré sa position dans la vallée de la Bièvre ; pour Guyancourt cela est dû au fait que la ville a été fondée par un membre de la famille seigneuriale de Chevreuse (mais sur des terres royales, tout comme Versailles était un fief détaché du seigneur de Gometz situé dans le domaine royal et ne relevant donc pas de la seigneurie de Montfort) ; il est en fait clair que ces communes relèvent du Hurepoix, Jouy-en-Josas en ayant été la première capitale.
- Champlan, Chilly-Mazarin, Épinay-sur-Orge, Longjumeau, Saulx-les-Chartreux, Savigny-sur-Orge (villes du cours de l'Yvette dans la plaine parisienne) : toujours en partant de l'idée, en fait originellement développée par les publicitaires du chemin de fer à destination des Parisiens aisés au XIXe siècle, que la Vallée de Chevreuse est un espace uni, les communes situées en aval de Palaiseau ont parfois été rattachées au Pays d'Yveline, alors qu'elles ne sont même plus dans un espace de vallée ; cela a notamment été repris dans des ouvrages régionalistes se basant sur la géographie hydrographique uniquement ; ces villes n'ont en effet aucun lien culturel ou historique avec la Haute Vallée de Chevreuse et sont, de toute évidence partie du Hurepoix.
- Versailles : il paraît difficile de classer Versailles dans un pays traditionnel, car la ville a développé son propre référentiel culturel et historique autonome et, de la même manière qu'il ne paraît plus forcément pertinent de classer Paris dans le Pays de France depuis plusieurs siècles, il ne paraît plus forcément pertinent de classer Versailles dans le Mantois ; en raison de sa position à l'extrême-sud-est de ce dernier, dans une zone où les limites avec le Hurepoix sont confuses et où plusieurs communes connaissent des débats sur leur appartenance ou non à la Haute Vallée de Chevreuse, de l'importance locale du couvert forestier et de son appartenance médiévale à la famille de Gometz[4], certaines cartes incluent Versailles dans le Pays d'Yveline[5] ; il convient néanmoins de préciser que Versailles ne faisait pas partie de la seigneurie de Montfort, mais du domaine de la Couronne et était donc un fief détaché de la famille de Gometz, et ce malgré sa proximité, et que la ville n'a, en dehors de cela, jamais eu de lien culturel ou historique avec le Pays d'Yveline
- Trappes et Montigny-le-Bretonneux : ces deux villes sont situées sur le plateau de Villaroy, soit l'extrême nord-ouest du Hurepoix ; l'importante uniformisation urbaine engendrée par la création de la ville-nouvelle de Saint-Quentin-en-Yvelines, incluant des communes de la Haute Vallée de Chevreuse comme Élancourt et Voisins-le-Bretonneux, et le fait que la forêt de Port-Royal dépasse sur leurs territoires a contribué à cette confusion ; il n'existe néanmoins aucun lien culturel ou historique de ces villes, qui ont toujours relevé du domaine royal, avec le Pays d'Yveline
- de nombreuses autres communes ayant appartenu provisoirement au Comté de Montfort : beaucoup d'autres communes voisines de l'Yveline lui sont parfois adjointes car elles ont relevé à un moment de leur histoire du Comté de Montfort, parmi lesquelles Maintenon, Nogent-le-Roi, Auneau-Bleury-Saint-Symphorien, Anet, Tremblay-les-Villages, Plaisir, Les Clayes-sous-Bois, Orgeval ou encore Septeuil ; aucune de ces communes n'est en fait située dans le Pays d'Yveline, elles se rattachent sans conteste à la Beauce, au Drouais ou au Mantois ; elles n'ont fait partie du Comté de Montfort qu'assez brièvement (quelques décennies au maximum) ; il existe néanmoins des liens importants entre les trois premières communes citées et la Haute Vallée de Chevreuse, mais rien qui ne permette de les y rattacher

La Haute Vallée de Chevreuse n'est pas un espace totalement inébranlé. Le Pays d'Yveline a beaucoup souffert des rattachements et divisions administratifs depuis les derniers siècles de l'Ancien Régime. Sur un grand nombre de cartes anciennes, il n'est même pas mentionné et est partagé entre la Beauce, le Mantois et le Hurepoix. Ainsi dans certaines parties du pays les divergences culturelles sont réelles. Au XXe siècle, plusieurs associations se réclamant du Mantois, aujourd'hui disparues, existaient à Thoiry. La ville-nouvelle de Saint-Quentin-en-Yvelines a eu tendance à développer sa propre sphère d'identification locale, surtout à Élancourt, Voisins-le-Bretonneux et La Verrière, beaucoup moins comparativement à Maurepas, Coignières et Magny-les-Hameaux. L'identification à Paris ou à son agglomération est beaucoup moins présente, surtout par rapport au Hurepoix ou au Mantois voisins, entrés dans le giron parisien, sauf par exemple à Bruyères-le-Châtel, Bures-sur-Yvette ou Gif-sur-Yvette. Les communes de l'Yveline aujourd'hui situées en Eure-et-Loir ont également divergé de l'ensemble commun et, bien que Droue-sur-Drouette s'identifie encore très largement à la Haute Vallée de Chevreuse, ainsi qu'Épernon mais avec plus de nuances, Hanches ou Écrosnes se sentent aujourd'hui plus liés à la Beauce.
Buc, Hanches, Houx, Écrosnes et Gas constituent des cas particuliers. Ils ne relèvent d'aucune structure héritière du Pays d'Yveline (intercommunalité, arrondissement, parc naturel, etc.) et l'identification à la Haute Vallée de Chevreuse y est assez affaiblie. En fait, géographiquement et visuellement, ces communes relèvent plutôt d'autres espaces. Cela est flagrant et ancien pour Buc qui est dans la vallée de la Bièvre, moins pour Hanches en raison de la culture locale et de la proximité avec Épernon. Pour ces bourgs et ces villages, c'est l'appartenance historique durable au comté de Montfort (Hanches) et/ou des liens culturels très forts avec le Pays d'Yveline (Buc) qui permettent de les y classer traditionnellement, plutôt que dans d'autres espaces (Hurepoix ou Beauce).
Dans la première moitié du XXe siècle, alors que l'Yveline et le Hurepoix cohabitaient au sein de la Seine-et-Oise, une polémique importante localement a éclaté entre régionalistes défenseurs de l'un et régionalistes défenseurs de l'autre. Les régionalistes du Hurepoix cherchaient à tout prix à redonner un souffle local à leur pays, qui s'assimilait inexorablement à Paris, tandis que le Pays d'Yveline conservait sa culture propre. La culture locale du Hurepoix était suffisamment éloignée dans le temps pour que ses limites n'apparaissent plus claires auprès de ses habitants. Se basant sur des cartes fautives des XVIe, XVIIe et XVIIIe siècles, les régionalistes du Hurepoix ont alors commencé à englober dans celui-ci tout l'est revendiqué du Pays d'Yveline. Cela a provoqué de nombreuses demandes des mairies de plusieurs communes de la Haute Vallée de Chevreuse, à savoir Le Perray, Saint-Léger, La Queue, Saint-Arnoult, Clairefontaine et Rochefort portant sur l'ajout de mentions "en-Yvelines", "lez-Yvelines" (l'emploi pluriel fautif était déjà répandu)  au nom de leur commune, afin de bien se distinguer du Hurepoix. Limours a ajouté la mention "en-Hurepoix" à son nom. Aujourd'hui encore ce débat se poursuit, altéré par la création du parc naturel régional de la Haute Vallée de Chevreuse, à Limours ou encore à Dourdan. Certaines de ses communes avaient déjà porté la mention "en-Yveline" par le passé, sous l'Ancien Régime.

## Toponymie
Le nom Yveline est attesté en latin médiéval pour désigner la forêt sous les formes [Sylva] Aquilina au VIIIe siècle; [Silva] Eulina ou Evelina, enfin Iveline.
Il s'agit d'une formation toponymique médiévale basée sur l'ancien français ivel, yvel « réservoir d'eau ». Ivel est dérivé avec le suffixe diminutif -ina > -ine d'où le sens global de « [forêt de] petits cours d’eau, petit réservoir d'eau ». En effet, de nombreuses rivières prennent leur source dans l'actuel massif de Rambouillet ou ses environs. Cependant, le latin aqua a un correspondant exact en langue gauloise dans des noms de lieux. Au fil des siècles, aqua est devenu ewe en français au XIe siècle avant d'évoluer vers eve, aive dans l'ouest de la France. Il est dérivé avec le suffixe -el(lus), d'où ivel, evel. On retrouve un élément similaire dans le nom de la forêt d'Eawy en Normandie.
Une étymologie fantaisiste fait du nom Aquilina, un *Equilina qui aurait la même racine que le latin equus « cheval », terme qui ne s'est pas imposé en gallo-roman. L'Yveline serait alors une forêt frontière liée au culte des chevaux et notamment celui de saint Éloi.
Sous l'Ancien Régime, le nom de Pays d'Yveline est donné à une subdivision du Gouvernement général d'Île-de-France. Il apparaît également dans plusieurs ouvrages de l'époque comme le Dictionnaire universel de la France ancienne & moderne, publié en 1726.

## Histoire
La forêt d'Yveline forme dans l'antiquité une frontière boisée faiblement peuplée entre le territoire des Gaulois Carnutes et celui des Parisii. Les Gaulois puis les Romains l'ont peu occupée et quasiment pas défrichée sauf dans sa périphérie où quelques cités apparaissent comme Ablis au sud, Septeuil et Houdan à l'ouest ou Jouars-Pontchartrain (Diodurum), édifiée au cœur de l'Yveline antique grâce à sa situation au carrefour de deux importantes voies romaines. Les traces de plusieurs villae ont également été découvertes, notamment à Richebourg et aux Mesnuls où s'élevait au début du premier millénaire une résidence servant probablement de relais de chasse.
Le territoire est christianisé progressivement entre le  IVe et le VIIIe siècle et saint Arnoult en devient le saint-patron.
On doit la première mention de la forêt d'Yveline à Grégoire de Tours alors que Clovis, roi des Francs, cède celle-ci à l’Église de Reims. Au VIe siècle, Scariberge, nièce de Clovis, fonde un ermitage près de l'actuelle Clairefontaine-en-Yvelines. Elle était mariée à Arnoul qui fut assassiné le 18 juillet vers l'an 534 dans la forêt d'Iveline, enterré à Saint-Arnoult-en-Yvelines, et honoré du titre de martyr.
En 557, Childebert Ier, fils de Clovis, cède une grande portion de terre à Germain de Paris, fondateur de l'abbaye qui portera ensuite son nom, l'abbaye de Saint-Germain-des-Prés, qui y fonde aussi plusieurs oratoires ou prieurés, dans les actuelles communes de Saint-Germain-en-Laye et de La Celle-les-Bordes).
En 679, sous le règne de Thierry Ier, Saint Léger, évêque d'Autun, qui s'était attiré la haine du maire du Palais Ebroïn, aurait été, selon certains, conduit et décapité dans la forêt d'Iveline.
En 768, le territoire est évoqué à nouveau dans un diplôme par lequel Pépin le Bref fait don de l'Yveline à plusieurs abbayes dont celle de Saint-Denis. Ce don est confirmé par Charlemagne en 774.
Au haut Moyen Âge, la forêt d'Yveline est partagée entre plusieurs pagi francs : Madrie, Pincerais, Étampois, Chartrain (divisions du pays des Carnutes) et le Parisis.
En 997, Robert le Pieux, fils d'Hugues Capet, donne à l'abbaye Saint-Magloire de Paris la dîme de tous les troncs de la forêt d'Iveline. À la même époque, il fait construire dans le pays d'Yveline un château à Saint-Léger-en-Yvelines pour son domaine de chasse ainsi que deux autres forteresses, l'une à Montfort l'Amaury sur la route de Paris, l'autre à Épernon sur la route de Chartres. Il confie la garde de celles-ci à un chevalier nommé Guillaume de Hainaut qui devient le premier seigneur de Montfort.
À partir du XIe siècle, de grands défrichements sont entrepris par des ordres monastiques ou des seigneurs. De nombreux établissements religieux voient le jour comme des abbayes: Neauphle-le-Château (1078), Clairefontaine (1100), Houdan (1105), les Hautes Bruyères (1115), les Vaux de Cernay (1150), Granchamp (vers 1150), Saint-Rémy-des-Landes (1160), Notre-Dame de l'Ouïe (1163), Notre-Dame de la Roche (1196), Port-Royal des Champs (1204). Plusieurs prieurés voient également le jour comme Saint Thomas d'Épernon (1053), Bazainville (1064), Saint Laurent de Montfort (1072), Maule (1076), Saint-Martin-de-Bréthencourt (1104), les Moulineaux de Poigny-la-Forêt (vers 1166), le Planet (fin du XIIe siècle), etc.
Deux passages des Mémoires de l'abbé Suger sur son administration abbatiale témoignent de l'intérêt qu'il portait à la forêt. Entre 1122 et 1137, il passa une semaine dans la forêt d'Iveline en compagnie d'Amaury de Montfort, d'Evrard de Villepreux et de Simon de Nauphle pour visiter le domaine que possédait l'abbaye de Saint-Denis.
En 1224, la famille des Montfort, qui a la charge de la garde héréditaire de l'Yveline, obtient que celle-ci soit érigée en comté d'Yveline. Le comté d'Yveline, qui prend rapidement celui de comté de Montfort, comprend alors les cantons de Montfort et de Rambouillet et la majeure partie  de ceux de Houdan et Dourdan. À l'ouest, il s'étendait sur plusieurs communes du canton de Maintenon jusqu'à l'Eure ainsi que le fief de la Vieille-Cour à Auneau et plusieurs communes de ce canton. En 1292, Yolande de Montfort, héritière des comtes de Montfort s'unit à Arthur II, duc de Bretagne. Le comté de Montfort devient ainsi une possession bretonne pendant près de deux siècles et demi jusqu'à l'union du duché de Bretagne avec le royaume de France en 1532.
Les rois de France investissent successivement plusieurs seigneurs engagistes portant le titre de comtes de Montfort.
Sous l'Ancien Régime, le nom de Pays d'Yveline est donné à une subdivision du Gouvernement général d'Île-de-France.
Après la Révolution, le nom d'Yveline est tombé en désuétude, son territoire est inclus dans le département de Seine-et-Oise, jusqu'à ce qu'en 1968, date où il est partagé entre les départements de l'Essonne et des Yvelines.
Aujourd'hui, l'ancien pays d'Yveline correspond approximativement aux limites du parc naturel régional de la Haute Vallée de Chevreuse.

## Mouvement régionaliste
En 1904, l'écrivain et journaliste Pierre Lelong lance un mouvement régionaliste en fondant la Société des amis de l'Yveline et en projetant la création d'un Musée populaire de l'Yveline. Ses livres ainsi que ses actions en faveur de la culture régionale et populaire locale font qu'il est comparé à Frédéric Mistral par son entourage. En 2019 émerge un mouvement régionaliste, le Front de libération de la Haute Vallée de Chevreuse, qui se manifeste en organisant une consultation sur le rattachement de Coignières au parc naturel de la Haute Vallée de Chevreuse. Dans la foulée, la municipalité entame une démarche d'adhésion.